# North Haverhill
North Haverhill ist ein Census-designated place in der Town of Haverhill im Grafton County im US-Bundesstaat New Hampshire. Die Volkszählung von 2020 erfasste 843 Einwohner. Der CDP wurde im Jahr 2013 erstmals vom Census definiert. North Haverhill ist innerhalb von Haverhill ein Distrikt mit teils eigenständiger Verwaltung.

## Lage
Der Ort liegt bei den Koordinaten 44° 5' 29.44" Nord und 72° 1' 24.83" West auf einer Höhe von 143 Metern über dem Meeresspiegel am Connecticut River. Die 10,4 km² große Fläche des Gebietes setzt sich zusammen aus 9,3 km² Land- und 1,1 km² Wasserfläche. In North Haverhill zweigt die New Hampshire State Route NH-116 nach Franconia von der NH-10 von Lebanon nach Woodsville ab. Im Süden von North Haverhill liegen die "North Haverhill Fairgrounds", im Norden ein Verwaltungskomplex, in dem die Verwaltungen der Town of Haverhill sowie von Grafton County untergebracht sind.